# Exeristeboda
Exeristeboda là một chi bướm đêm thuộc phân họ Tortricinae của họ Tortricidae.

## Các loài
- Exeristeboda chlorocosma (Turner, 1925)
- Exeristeboda exeristis (Meyrick, 1910)